# 金牛座83
金牛座83，又名BD+13 690，HD 28556、SAO 93979、HR 1430，是金牛座的一颗恒星，视星等为5.4，位于銀經182.49，銀緯-22.97，其B1900.0坐标为赤經4h 24m 59.5s，赤緯+13° -22.97′ 25″。